# جون باور (رسام)
جون ألبرت باور (بالسويدية: John Bauer)‏ (4 يونيو عام 1882 - 20 نوفمبر عام 1918) هو رسام سويدي. اختص عمله بالمناظر الطبيعية والميثولوجيا، لكنه رسم أيضًا صورًا شخصية. اُشتهر برسوماته التوضيحية للطبعات المبكرة من كتاب (بين التماثيل والمتصيدون)، وهي مقتطفات من الفولكلور السويدي وقصص الحوريات.
وُلد باور وتربى في يونشوبينغ. انتقل في سن السادسة عشر إلى ستوكهولم للدراسة في الأكاديمية الملكية السويدية للفنون. استلم أولى مهامه أثناء وجوده هناك لرسم القصص في الكتب والمجلات، والتقى بالفنانة إستر إلكفيست، التي تزوجها في عام 1906. سافر إلى جميع أنحاء البلاد، مثل: إقليم لابي وألمانيا وإيطاليا في وقت مبكر من حياته المهنية، أفادت هذه الثقافات عمله بعمق. رسم بأسلوب قومي رومانسي، متأثرًا جزئيًا بعصر النهضة الإيطالية وثقافة شعب السامي. معظم أعماله لوحات مائية أو مطبوعات بألوان أحادية اللون أو ألوان صامتة؛ كما أنتج لوحات زيتية ونماذج جصية. وسعت الرسومات الإيضاحية واللوحات من فهم وتقدير الفولكلور السويدي وقصص الحوريات والمناظر الطبيعية.
غرق باور في سن السادسة والثلاثين من عمره، مع إستر وابنهما بنغت، في حادث تحطم سفينة على بحيرة فترن في جنوب السويد.

## سيرته الذاتية

### النشأة وتعليمه
وُلِد جون باور وتربى في يونشوبينغ، ابن جوزيف باور، وهو رجل من أصل بافاري، وإيما تشارلوتا واديل، من عائلة تعمل بالزراعة من مدينة روغبرغا خارج يونشوبينغ. قَدِمَ جوزيف باور إلى السويد في عام 1863، مفلسًا. أسس مشروعًا تجاريًا ناجحًا يتعلق بالتشاركوتيري في أوسترا تورغيت في يونشوبينغ. عاشت الأسرة في شقة فوق المحل حتى عام 1881 عندما اكتمل بناء منزلهم في سجوفيك. عاش جون، الذي وُلد في عام 1882، في فيلا سجوفيك على شاطئ بحيرة روكسجون مع والديه وشقيقيه، أحدهما أكبر منه سنًا والآخر أصغر منه سنًا؛ ماتت أخته الوحيدة في سن صغيرة. ظل منزل الأسرة أساسيًا له بعد فترة طويلة من العيش بمفرده. كان تعليمه الابتدائي في مدرسة جونكوبينغ العامة للتعليم العالي، تلتها مدرسة جونكوبينغ التقنية من عام 1892 إلى عام 1898. قضى معظم وقته في رسم كاريكاتيرات عن معلميه وأحلام يقظته، وهو أمر لا يقدره معلموه.
كان ميالًا إلى التخطيط والرسم منذ سن مبكرة، دون تشجيع من أسرته. ومع ذلك، عندما بلغ السادسة عشرة من عمره وأراد الذهاب إلى ستوكهولم لدراسة الفن، كانوا متحمسين لذلك ودعموه ماليًا. كان واحدًا من بين 40 متقدمًا للدراسة في الأكاديمية الملكية السويدية للفنون في عام 1898، وعلى الرغم من اعتقاده بأحقيته في الحصول على مكان في الأكاديمية نظرًا لكفاءته، إلا أنه كان صغيرًا جدًا على القبول فيها. أمضى السنتين التاليتين في مدرسة كليب أهلتين للرسامين. تمزق بين الأمل واليأس، خلال هذا الوقت، مثل العديد من المراهقين، وهو ما ينعكس في أعماله الفنية.

بلغ من العمر ما يكفي للالتحاق بأكاديمية الفنون، بحلول عام 1900، وكان واحدًا من الطلاب الثلاثة الذين قُبلوا في تلك السنة؛ كان المتقدمان الناجحان الآخران هما أصدقاؤه إيفار كامك وبونتوس لانر. درس الرسومات التوضيحية التقليدية وقدم رسومات عن النباتات والأزياء في العصور الوسطى ورسومات أولية. خدمه كل هذا في عمله لاحقًا. أثنى أحد مدرسيه وأستاذه والرسام التاريخي الشهير، غوستاف سيدرستروم عليه قائلًا:
يمكن تسمية فنه بالفن العظيم، يعطي تقريبًا في أعماله الفنية المصغرة انطباعًا عن شيء أكثر قوة مما يقوم به العديد من الفنانين التذكاريين على أفدنة من القماش. ليس الحجم هو المهم ولكن المحتوى.
استلم أولى مهامه للرسم التوضيحي في المجلات (بما في ذلك سونداغز-نيس وسنوفلينغان) والكتب (مثل: دي غيلين بوكيرنا ولجنغارز ساغا ولانغ ولانغ سيدان)، أثناء وجوده في الأكاديمية. سافر إلى إقليم لابي في عام 1904 لرسم لوحات لكتاب عن ثقافة البلاد و»حياتها البرية الغريبة«. غادر الأكاديمية في نهاية عام 1905 ووضع لقب »فنان« على بطاقة عمله.

### رحلته إلى إقليم لابي
أصبح إقليم لابي يقع على حدود التنمية الصناعية عقب اكتشاف رواسب خام الحديد في شمال السويد، بدلًا من الحياة البرية الغريبة لثقافة قومية السامي وشمس منتصف الليل. انتهز كارل آدم فيكتور لوندهولم الفرصة ونشر كتابه الخاص (إقليم لابي، أرض السويد المستقبلية العظيمة). شارك فنانون سويديون مشهورون - مثل: كارل تيرين وألفريد ثورن وبير دانييل هولم وجلمار ليندبرج – في إنشاء رسوم توضيحية. اختبر لوندهولم قدرات باور عن طريق إرساله لإنشاء بعض الرسومات للأشخاص الساميين في سكانسن، نظرًا لأن باور رسام عديم الخبرة مقارنة بهم.
غادر باور في 15 يوليو عام 1904 إلى إقليم لابي وبقي هناك لمدة شهر، على الرغم من معارضته لتجربة الأداء أمام اللجنة. أربكته المشاهد المفتوحة والمناظر الطبيعية الملونة، عندما قَدِمَ إلى غابات سمولاند الكثيفة والمظلمة. أصبحت مواجهاته مع الشعب السامي وثقافتهم مهمة لأعماله اللاحقة. التقط العديد من الصور وخططها وسجل ملاحظات عن الأدوات والأزياء والأشياء التي شاهدها، لكنه واجه صعوبة في الاقتراب من الساميين بسبب خجلهم. سجل تجاربه في مذكراته وفي رسائل إلى أسرته وأصدقائه. قال بعد زيارته لأحد الساميين الغوهتيين: »يأتي كل ضوء من الأعلى. إذا كان الرأس مائلاً إلى الأمام، يكون الضوء مظلمًا. تكون الأجزاء المضاءة من الشكل أخف دائمًا من قماش الخيمة. تبدو الظلال الحادة وكأنها تتحدث من منتصف غوهتي«.
نُشر كتاب إقليم لابي في عام 1908، مع أحد عشر لوحة مائية من تصميم باور. رُسموا في ستوكهولم، بعد نحو 18 شهرًا من زيارته، باستخدام الصور والرسومات التخطيطية التي جمعها خلال رحلته. قادت العديد من الصور إلى رسومات ولوحات أخرى. كان معظمها نسخًا رومانسية من الصور، لكنه نجح في التقاط الفروق الدقيقة وأجواء الغوهتيين، وثراء شعب السامي في الملابس والحرف اليدوية. أصبحت التفاصيل من ثقافة قومية شعب السامي، مثل: السكاكين المنحنية والأحذية والرماح والأواني والأحزمة، عناصر مهمة في ملابس وزخارف لوحة الأقزام لباور. وثقت عين باور مزيدًا من التفاصيل العديدة ما جعلها وثائق إثنوغرافية لهذا العصر.

## معرض صور

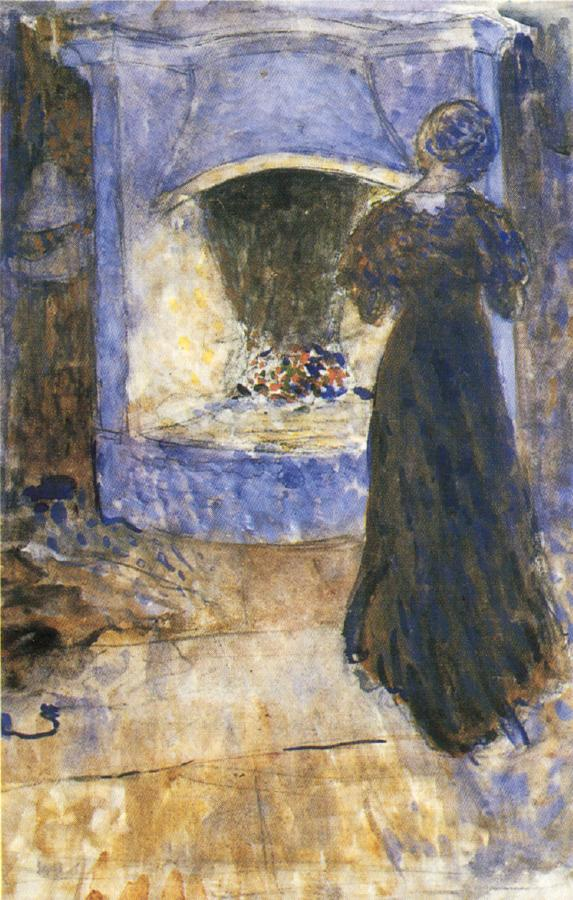
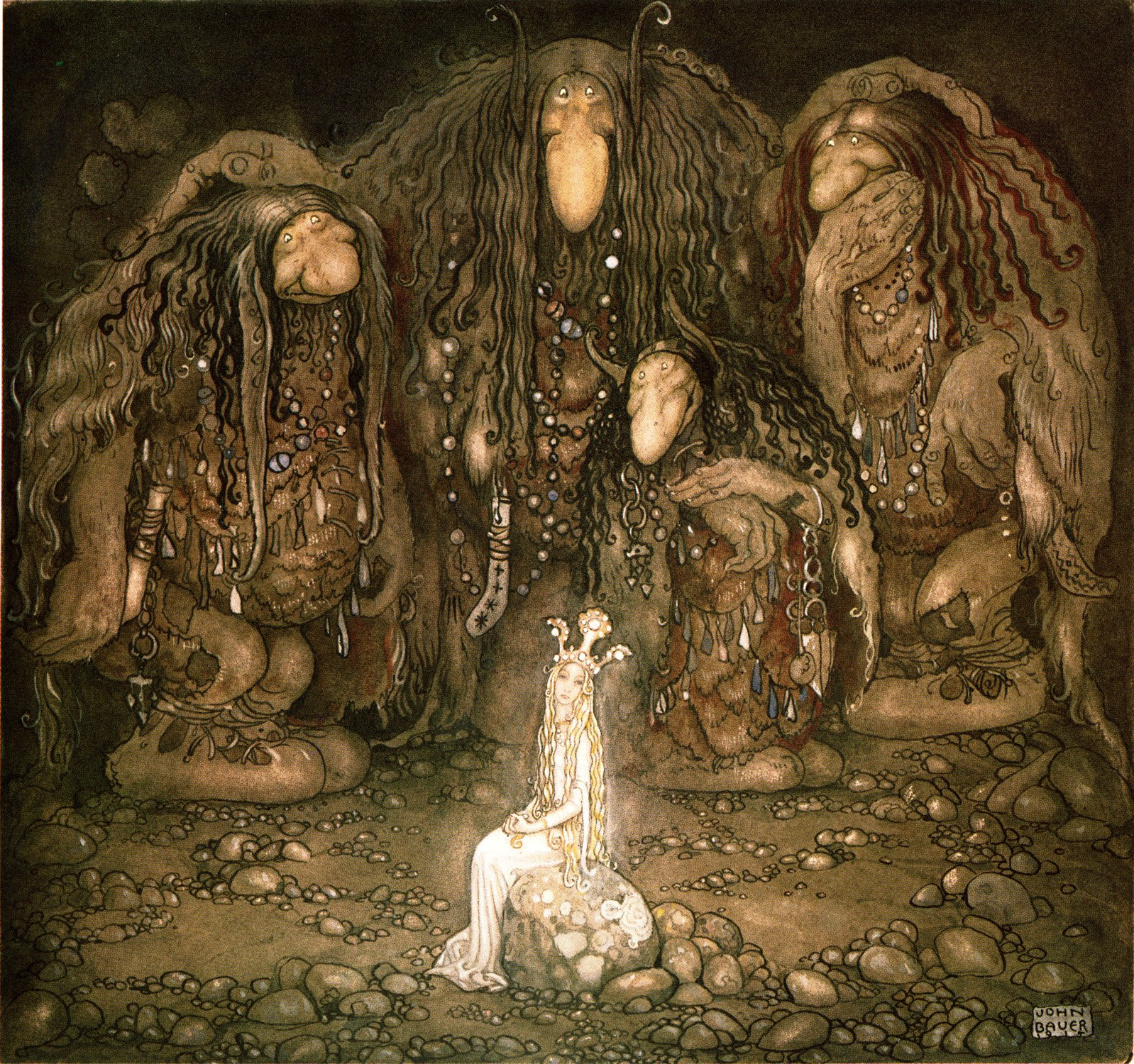
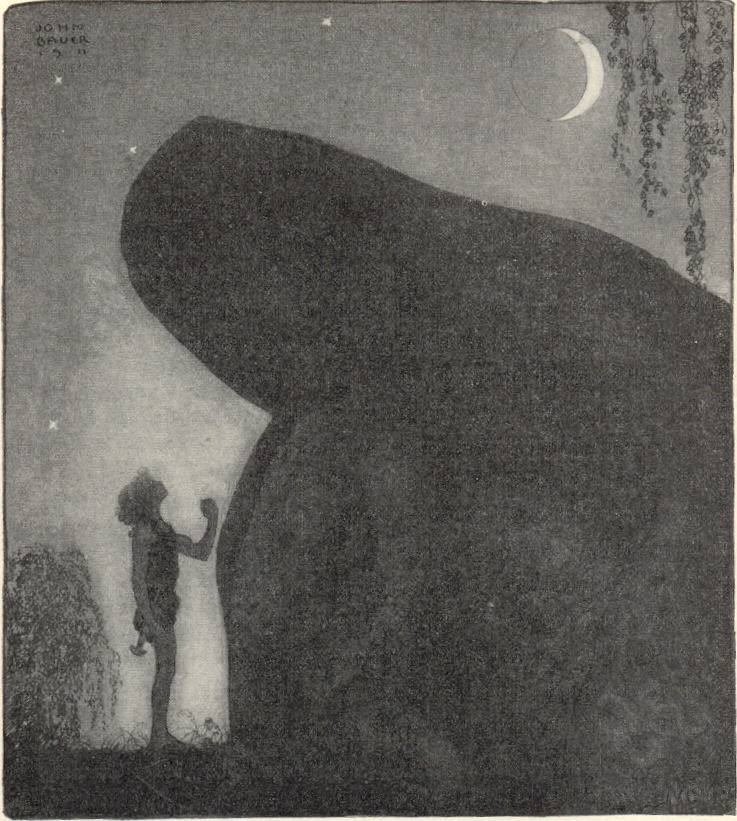
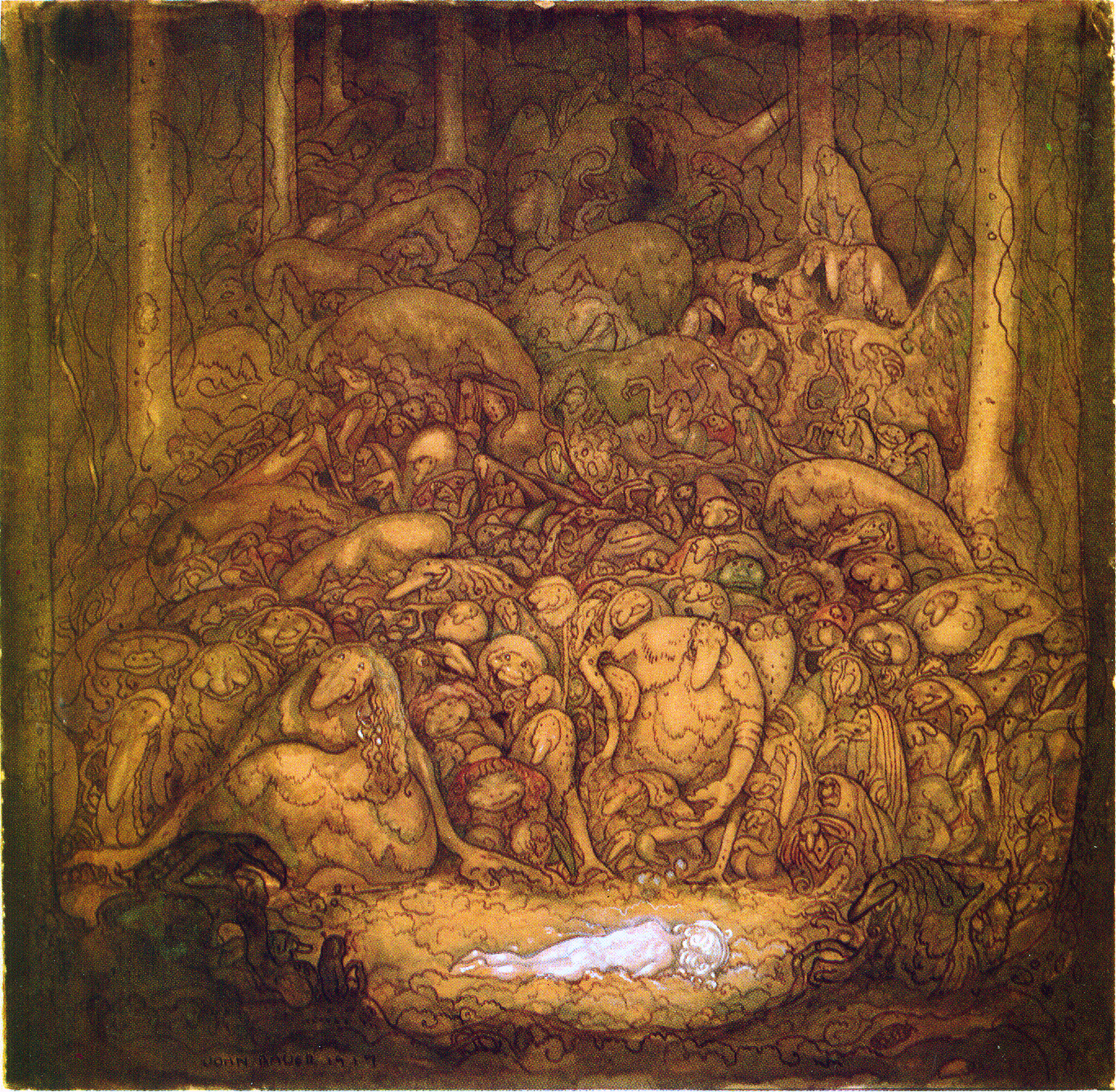
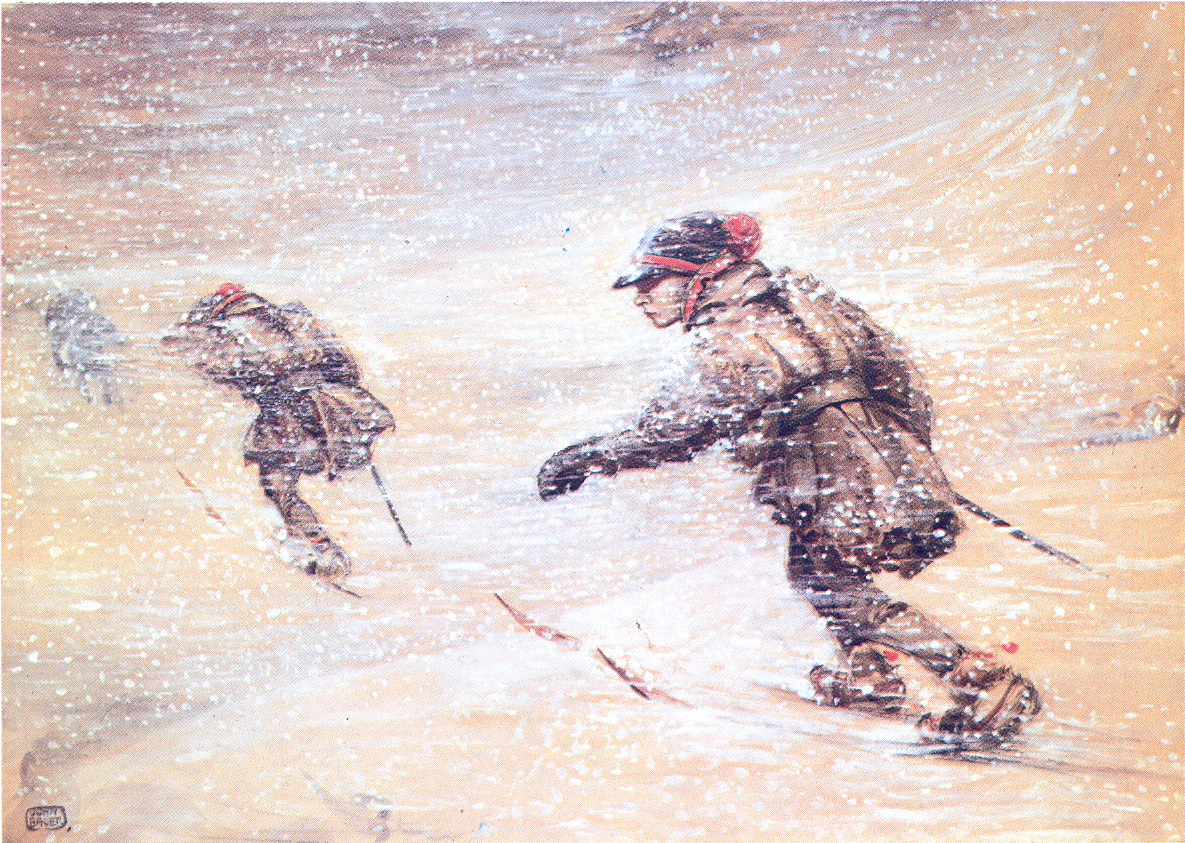

## روابط خارجية
- جون باور على موقع ميوزك برينز (الإنجليزية)